# Holarctias rufinularia
Holarctias rufinularia là một loài bướm đêm trong họ Geometridae.